# Castillejo de Martín Viejo
Castillejo de Martín Viejo település Spanyolországban, Salamanca tartományban. Castillejo de Martín Viejo Ciudad Rodrigo, Saelices el Chico, Villar de Argañán, Villar de la Yegua, San Felices de los Gallegos, Bañobárez, Sancti-Spíritus és Retortillo községekkel határos. Lakosainak száma 205 fő (2024).

## Népesség
A település népessége az elmúlt években az alábbi módon változott:
| Lakosok száma | 331  | 313  | 287  | 279  | 250  | 241  | 226  | 222  | 215  | 205  |
|               | 2001 | 2004 | 2007 | 2009 | 2012 | 2014 | 2017 | 2019 | 2022 | 2024 |